# Brunei LNG
Brunei LNG (BLNG) ist die Fabrik für Flüssigerdgas (LNG) in Lumut, Brunei. Es ist die größte Fabrik für Öl und Gas in Brunei. Darüber hinaus ist Brunei seit 2006 der viertgrößte Ölproduzent in Südostasien und der neuntgrößte LNG-Produzent der Welt.

## Geschichte
Die Firma wurde im Dezember 1969 offiziell gegründet, als die Regierung von Brunei, Shell Overseas Holdings und Mitsubishi Corporation im Januar 1970 einen Joint Venture (JV)-Vertrag unterzeichneten. Im selben Jahr unterzeichneten auch Coldgas Trading Limited mit Tokyo Electric Power Company Inc. (Tepco), Tokyo Gas Co. Ltd. und Osaka Gas Co. Ltd. eine Sales and Purchase Agreement (SPA) mit BLNG. Die Firma wurde nach der Entdeckung des Ampa Gas Field vor der Küste des Belait District 1963 begründet.
Die erste LNG-Fabrik im Gebiet des Westlichen Pazifik wurde gebaut und die SS Gadinia war 1972 das erste Schiff, welches nach Japan startete. 1993 wurde die LNG-Anlage für 500 Mio. B$ renoviert, um die gesamte Lebensdauer der Anlage zu verlängern, und noch im selben Jahr verlängerten die japanischen Unternehmen die SPA-Vereinbarung um weitere 20 Jahre. 1994 unterzeichnete eine südkoreanische Firma ebenfalls eine SPA-Vereinbarung, welche sich nach 1997 auswirkte. 1999 wurde schätzungsweise Flüssiggas im Wert von $B 1.632 Mio. nach Japan verkauft.
Pläne, das Egret Gas Field zu erschließen wurden, im November 2001 bekannt, und im August 2003 begann dort die Förderung. Die erneute Erneuerung der LNG-Fabrik wurde 2004 bis 2010 umgesetzt. 2007 importierte Japan LNG und Schweröl im Wert von B$ 2 miard. aus Brunei.

## Anteilseigner
Die Betreibergesellschaft Brunei LNG Sdn Bhd gehört der Regierung von Brunei (50 %), der Shell Overseas Trading Limited und der Mitsubishi Corporation (jeweils 25 %). Brunei LNG betreibt fünf LNG trains (Flüssigerdgasverarbeitungsanlagen) und produziert jährlich 6,71 Mio. t Flüssigerdgas. Sie beschäftigt ca. 500 Angestellte.
Die Anlage nutzt den AP-C3MR Process des Herstellers Air Products und hat drei Flüssigerdgastanks mit einem Fassungsvermögen von 195.000 m³.

## Gastransport – Brunei Gas Carriers

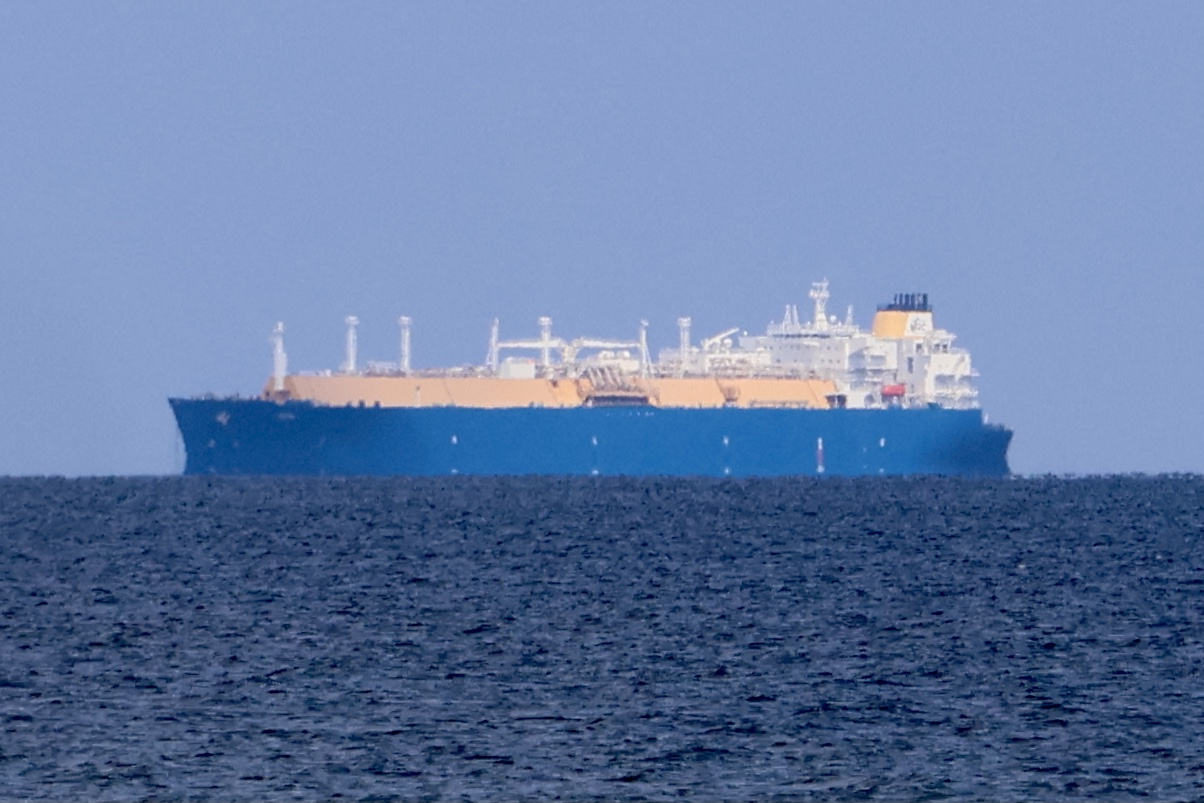
Arkat (2023)

Die ersten vier Gas-Frachter wurden zwischen Oktober 1972 und Oktober 1975 mit einer maximalen Transportkapazität von 77.731 m³ (2.745.000 Kubikfuß) ausgeliefert. Diese älteren Schiffe wurden in Frankreich gebaut (SS Gadinia – Bebatik / SS Gadila – Bekalang / SS Gari – Bekulan / SS Gastrana – Belais / SS Gouldia – Belanak / SS Geomitra – Bilis / SS Genota – Bubuk). Brunei LNG betreibt über das Joint-Venture-Unternehmen Brunei Shell Tankers (BST) außerdem sieben LNG-Tanker. BST wurde 1986 gegründet.
1998 wurde Brunei Gas Carriers (BSC) gegründet, und 2014 wurden drei neuere Schiffe in Südkorea gebaut (Amani/Amali/Arkat), beziehungsweise in Japan (Abadi) durch Daewoo Shipbuilding & Marine Engineering und Mitsubishi Heavy Industries (Nagasaki). Das erste dieser drei Schiffe wurde im Juni 2002 ausgeliefert, das jüngste Schiff, Amadi, wurde im Juli 2011 geliefert. Diese Schiffe können zusammen zwischen 135.000 und 148.000 m³ LNG transportieren.